# 해밀턴-야코비-아인슈타인 방정식
일반 상대성이론에서 해밀턴-야코비-아인슈타인 방정식(Hamilton–Jacobi–Einstein equation, HJEE) 또는 아인슈타인-해밀턴-야코비 방정식(Einstein–Hamilton–Jacobi equation, EHJE)은 1960년대 경 "기하동역학 시대"에 애셔 페레스가 작성한 해밀토니안 형식화의 초공간 기하동역학의 방정식이다. 1962년 및 기타. 이는 양자역학과 고전 역학 사이의 대응과 마찬가지로 반고전적 근사 내에서 양자 이론과 유사한 방식으로 일반 상대성이론을 재구성하려는 시도이다.
알베르트 아인슈타인, 카를 구스타프 야코프 야코비 및 윌리엄 로언 해밀턴의 이름을 따서 명명되었다. 아인슈타인-해밀턴-야코비 방정식에는 10개의 아인슈타인 장 방정식 만큼 많은 정보가 포함되어 있다. 이는 고전역학의 해밀턴-야코비 방정식을 수정한 것이며 ADM 형식의 최소 작용 원리를 사용하여 아인슈타인-힐베르트 작용에서 파생될 수 있다.

## 배경과 동기

### 고전물리학과 양자물리학의 대응
고전 해석 역학에서 계의 동역학은 작용 {\displaystyle S}로 요약된다. 이론에 대한 해석과 수학적 형식이 다양한 양자 이론, 즉 비상대론적 양자역학, 상대론적 양자역학, 양자장론에서는 이러한 계의 행동이 복소수 값 확률 진폭 {\displaystyle \Psi } (더 공식적으로는 양자 상태 켓 {\displaystyle |\Psi \rangle } – 힐베르트 공간의 원소)에 완전히 포함된다. 파동 함수의 극형식을 사용하여 마델룽 변환을 수행하면
{\displaystyle \Psi ={\sqrt {\rho }}e^{iS/\hbar }}
{\displaystyle \Psi }의 페이즈는 작용으로 해석되고 크기 {\displaystyle \rho ={\sqrt {\Psi ^{*}\Psi }}=|\Psi |}는 보른 해석에 따라 확률 밀도 함수로 해석된다. 축약된 플랑크 상수 {\displaystyle \hbar }는 각운동량의 양자이다. 이를 양자 일반 슈뢰딩거 방정식으로 대체하면 다음과 같다.
{\displaystyle i\hbar {\frac {\partial \Psi }{\partial t}}={\hat {H}}\Psi \,,}
극한 {\displaystyle \hbar \rightarrow 0}을 취하면 고전적인 해밀턴-야코비 방정식이 생성된다.
{\displaystyle -{\frac {\partial S}{\partial t}}=H\,,}
이것이 대응원리의 한 측면이다.

### 4차원 시공간의 단점
반면, 양자 이론과 일반 상대성이론 사이의 전환은 어렵다. 한 가지 이유는 이러한 이론에서 공간과 시간을 다루는 것이다. 비상대론적 양자역학에서는 공간과 시간이 동등하지 않다. 시간은 매개변수이고 위치는 연산자이다. 상대론적 양자역학 및 양자장론에서 위치는 시간 좌표와 함께 일반적인 장소 좌표로 반환되지만 이러한 이론은 구부러진 공간이나 일반 상대성 이론이 아닌 4차원 평면 민코프스키 공간의 특수 상대성 이론하고만 일치한다. 구부러진 시공간에서 양자장론을 공식화하는 것이 가능하지만 양자장론에서는 중력을 재규격화 할 수 없기 때문에 일반 상대성 이론을 통합할 수 없다. 또한 일반 상대성이론 입자는 매 순간 결정론적으로 알려진 위치와 운동량을 사용하여 곡선형 시공간을 통해 이동하는 반면, 양자 이론에서는 입자의 위치와 운동량을 동시에 정확하게 알 수 없다. 공간 {\displaystyle x}와 운동량 {\displaystyle p}, 에너지 {\displaystyle E} 와 시간 {\displaystyle t}는 쌍으로 불확정성 원리를 따른다.
{\displaystyle \Delta x\Delta p\geq {\frac {\hbar }{2}},\quad \Delta E\Delta t\geq {\frac {\hbar }{2}}\,,}
이는 공간과 시간의 작은 간격이 에너지와 운동량의 큰 변동이 가능하다는 것을 의미한다. 일반 상대성이론에서는 질량 에너지와 운동량 에너지가 시공간 곡률의 근원이기 때문에 에너지와 운동량의 큰 변동은 시공간 "직물"이 잠재적으로 너무 왜곡되어 충분히 작은 규모로 부서질 수 있음을 의미한다. 양자장론에는 원자 내 전자의 움직임이 변동하기 때문에 진공에 에너지가 있다는 이론적, 실험적 증거가 있으며 이는 램 이동과 관련이 있다. 이러한 이유와 기타 이유로 점점 더 작은 규모에서 공간과 시간은 플랑크 길이와 플랑크 시간 규모까지 역동적인 것으로 생각된다.
어쨌든 4차원 구부러진 시공간 연속체는 일반 상대성 이론의 잘 정의된 핵심 특징이지만 양자역학에서는 그렇지 않다.

## 방정식
양자역학과 일반 상대성 이론에 가능한 한 가까운 방식으로 계의 동역학을 지배하는 방정식을 찾으려는 한 가지 시도는 3차원 구부러진 공간에서 "동적"(시간에 따라 변하는)으로 이해되는 해밀턴-야코비 방정식을 아인슈타인 장 방정식처럼 4차원 시공간 동역학은 아니도록 재구성하는 것이다. 이 공간에는 계량이 있다(자세한 내용은 거리 공간 참조).
일반 상대성 이론의 계량 텐서는 고유 시간, 호 길이, 구부러진 시공간에서의 측지선 운동 등이 모두 계량에 의존하기 때문에 필수적인 개념이다. 위의 해밀턴-야코비 방정식은 좌표 시간 {\displaystyle t} 없이 3차원 공간 좌표 {\displaystyle {\mathbf {r}}} (예: 데카르트 좌표의 r = (x, y, z) )의 함수일 뿐이지만 계량을 포함하도록 수정되었다.
{\displaystyle g_{ij}=g_{ij}(\mathbf {r} )\,.}
이러한 맥락에서 gij를 "계량 장" 또는 간단히 "장"이라고 한다.

### 일반 방정식(자유 휘어진 공간)
구부러진 "빈 공간" 또는 "자유 공간"에 있는 자유 입자의 경우, 즉 입자 자체 이외의 물질이 없는 경우 방정식은 다음과 같이 쓸 수 있다.
{\displaystyle {\frac {1}{\sqrt {g}}}\left({\frac {1}{2}}g_{pq}g_{rs}-g_{pr}g_{qs}\right){\frac {\delta S}{\delta g_{pq}}}{\frac {\delta S}{\delta g_{rs}}}+{\sqrt {g}}R=0}
여기서 {\displaystyle g}는 계량 텐서의 행렬식이고 {\displaystyle R}은 3차원 기하학의 리치 스칼라 곡률 (시간 제외)이며, " {\displaystyle \delta }" 대신 "{\displaystyle d}"는 일반 도함수가 아닌 변분 도함수를 나타낸다. 이러한 도함수는 "계량 장에 결합"된 장 운동량에 해당한다.
{\displaystyle \pi ^{ij}(\mathbf {r} )=\pi ^{ij}={\frac {\delta S}{\delta g_{ij}}}}
이는 장 좌표 {\displaystyle g_{ij}({\mathbf {r}})}에 대한 작용의 변화율이다. 여기서 {\displaystyle g}와 {\displaystyle \pi }는 각각 고전 해밀턴 역학에서 q와 p = ∂S/∂q 와 유사하다. 자세한 배경 정보는 정준 좌표 참조.
이 방정식은 자유 입자의 물질 파동 역학이 곡선 공간에서 전개됨에 따라 지속적인 작용의 파면이 초공간에서 전파되는 방식을 설명한다. 다른 입자의 존재 또는 물질의 분포(공간 곡률에 기여), 전하 또는 스핀이 있는 입자에 영향을 미치는 전자기장의 소스를 포함하여 입자에 대한 추가 영향의 존재를 설명하려면 추가 소스 항이 필요하다. 아인슈타인 장 방정식과 마찬가지로 이는 계량 성분의 곱으로 인해 계량에서 비선형이며, 해밀턴-야코비 방정식와 마찬가지로 작용의 변분 도함수 곱으로 인해 작용이 비선형이다.
작용이 파동함수의 위상이라는 양자역학적 개념은 이 방정식으로부터 다음과 같이 해석될 수 있다. 단계는 최소 작용의 원칙을 충족해야 한다. 시스템 구성의 작은 변화, 즉 계량 구성 요소의 약간의 변화에 해당하는 입자 위치의 약간의 변화에 대해 고정 되어 있어야 한다.
{\displaystyle g_{ij}\rightarrow g_{ij}+\delta g_{ij}\,,}
위상의 약간의 변화는 0이다.
{\displaystyle \delta S=\int {\frac {\delta S}{\delta g_{ij}(\mathbf {r} )}}\delta g_{ij}(\mathbf {r} )d^{3}\mathbf {r} =0}
(여기서 {\displaystyle d^{3}{\mathbf {r}}}는 부피 적분의 부피 요소이다). 따라서 물질파의 보강간섭은 최대이다. 이는 중첩 원리로 표현될 수 있다. 국소화된 파동함수를 형성하기 위해 구부러진 공간 전체에 퍼져 있는 많은 비국소적 파동함수에 적용된다.
{\displaystyle \Psi =\sum _{n}c_{n}\psi _{n}\,,}
어떤 계수 cn에 대해, 그리고 추가로 각 ψn에 대한 작용(페이즈) Sn는  모든 n에 대해 다음을 충족해야 한다.
{\displaystyle \delta S=S_{n+1}-S_{n}=0\,,}
또는 동등하게,
{\displaystyle S_{1}=S_{2}=\cdots =S_{n}=\cdots \,.}
{\displaystyle \Psi }가 최대 또는 최소인 영역은 입자를 발견할 확률이 있고 작용(페이즈) 변화가 0인 점에서 발생한다. 따라서 위의 아인슈타인-해밀턴-야코비 방정식에서 지속적인 작용의 각 파면은 입자가 발견 될 수 있는 곳이다.
이 방정식은 여전히 양자역학과 일반 상대성 이론을 "통합"하지 않다. 왜냐하면 양자 이론과 일반 상대성이론의 맥락에서 반고전적 에이코날 근사법이 적용되어 이들 이론 사이의 전환을 제공하기 때문이다.

## 응용
방정식은 다음과 같이 다양하고 복잡한 형태를 취한다.
- 양자중력
- 양자 우주론

## 같이 보기
- 엽층
- 양자 기하학
- 양자 시공간
- 변분법
- 휠러-디윗 방정식
- 페레스 계량

## 참고 자료

### 참고 문헌

#### 서적
- J.L. Lopes (1977). 《Quantum mechanics, a half century later: Papers of a Colloquium on Fifty Years of Quantum Mechanics》. Strasbourg, France: Springer, Kluwer Academic Publishers. ISBN 978-90-277-0784-0.
- C. Rovelli (2004). 《Quantum Gravity》. Cambridge University Press. ISBN 978-0-521-83733-0.
- C. Kiefer (2012). 《Quantum Gravity》 3판. Oxford University Press. ISBN 978-0-19-958520-5.
- J.K. Glikman (1999). 《Towards Quantum Gravity: Proceedings of the XXXV International Winter School on Theoretical Physics》. Polanica, Poland: Springer. 224쪽. ISBN 978-3-540-66910-4.
- L.Z. Fang; R. Ruffini (1987). 《Quantum cosmology》. Advanced Series in Astrophysics and Cosmology 3. World Scientific. ISBN 978-9971-5-0312-3.

#### 선정된 논문
- T. Banks (1984). “TCP, Quantum Gravity, The Cosmological Constant and all that ...” (PDF). Stanford, USA. (Equation A.3 in the appendix).
- B. K. Darian (1997). “Solving the Hamilton-Jacobi equation for gravitationally interacting electromagnetic and scalar fields”. 《Classical and Quantum Gravity》 (Canada, USA) 15 (1): 143–152. arXiv:gr-qc/9707046v2. Bibcode:1998CQGra..15..143D. doi:10.1088/0264-9381/15/1/010.
- J. R. Bond; D. S. Salopek (1990). “Nonlinear evolution of long-wavelength metric fluctuations in inflationary models”. 《Phys. Rev. D》 (Canada (USA), Illinois (USA)).
- Sang Pyo Kim (1996). “Classical spacetime from quantum gravity”. 《Classical and Quantum Gravity》 (Kunsan, Korea: IoP) 13 (6): 1377–1382. arXiv:gr-qc/9601049. Bibcode:1996CQGra..13.1377K. doi:10.1088/0264-9381/13/6/011.
- S.R. Berbena; A.V. Berrocal; J. Socorro; L.O. Pimentel (2006). “The Einstein-Hamilton-Jacobi equation: Searching the classical solution for barotropic FRW”. Guanajuato and Autónoma Metropolitana (Mexico). arXiv:gr-qc/0607123. Bibcode:2007RMxFS..53b.115B.